# ヘンリー・パーシー (ホットスパー)
サー・ヘンリー・パーシー（Sir Henry Percy、1364年5月20日 - 1403年7月21日）は、イングランドの騎士。勇猛果敢さで知られ、（ハリー・）ホットスパー（(Sir Harry) Hotspur）の通称で呼ばれる。
父は初代ノーサンバランド伯ヘンリー・パーシーで母はマーガレット・ネヴィル。従兄はウェストモーランド伯ラルフ・ネヴィル。子に第2代ノーサンバランド伯ヘンリー・パーシーらがいる。父や子（さらにそれ以前、以降の直系長男）と名前苗字が同じであることから区別のためにヘンリー・ホットスパー・パーシーと表記されることもある。

## 生涯
1364年（1366年とする説もある）5月20日にアニック城もしくはノース・ヨークシャーのスポフォース城にて生まれる。若いころから戦士としての評判が高く、1386年にフランスのカレー防衛に派遣されたのを始めピカルディーへ出撃、スコットランドおよびフランスでの戦いに従軍した。1388年、スコットランドにおいてオッターバーンの戦いでダグラス伯ジェームズ・ダグラス率いるスコットランド軍と戦い彼を討ち取ったものの自身は捕虜になる敗北を喫した。程無く釈放された後、1391年にカレーに赴き、1393年から1395年までボルドーの知事を務めた。
フランスから戻ったホットスパーはリチャード2世に冷遇されたため、父と共にヘンリー・ボリングブルック（後のヘンリー4世）に協力し1399年のリチャード2世追放に尽力、ボリングブルックはヘンリー4世として即位した。1402年のホームドンの丘の戦いでは父と共にスコットランド軍を撃破、ダグラス伯アーチボルド・ダグラスを捕虜にした。
しかしヘンリー4世の治世でもパーシー家は冷遇され、ダグラス伯の引き渡しおよびスコットランドからの身代金をヘンリー4世が要求したことに憤慨、ウェールズで反乱を起こしていたオワイン・グリンドゥールに捕らえられていた義弟のサー・エドマンド・モーティマーの解放をヘンリー4世が拒否したことから1403年、父や叔父のトマス・パーシーと共にダグラス伯・グリンドゥールと結託し、エドマンド・モーティマーの同名の甥に当たるマーチ伯エドマンド・モーティマーを擁立してヘンリー4世に反旗を翻す。しかしウェールズ反乱軍に合流する前にシュルーズベリーの戦いで敗死。ホットスパーはこの時気密性の高いプレートメイルを着ており、空気を取り入れるためにバイザーをあけていたところ口付近に矢が直撃し即死したとされる。

## 死後
ホットスパーの戦死後、その死体はヘンリー4世の元に運ばれた。ヘンリー4世は泣き、死体を埋葬するように指示し、遺体はシュロップシャーのウィットチャーチに埋葬された。しかし後にホットスパーが生きているという噂が広まったため、ヘンリー4世は彼の遺体を掘り起こしシュルーズベリーで槍の上に突き刺し晒した後、四つ裂きにして死体をイングランド各地に送った。頭はヨークの門で晒されたとされる。

## 家族
- 父 - 初代ノーサンバランド伯ヘンリー・パーシー
- 母 - マーガレット・ネヴィル（第2代ネヴィル・ドゥ・レビー男爵ラルフ・ネヴィル（英語版）の娘）
- 妻 - エリザベス・モーティマー（英語版）（第3代マーチ伯エドマンド・モーティマーとフィリッパ・オブ・クラレンスの娘）
  - 長男 - 第2代ノーサンバランド伯ヘンリー・パーシー
  - 娘 - エリザベス・パーシー（1436年10月26日没） - 第7代ドゥ・クリフォード男爵（英語版）ジョン・クリフォード（英語版）と結婚。ヘンリー8世の3番目の王妃ジェーン・シーモアの高祖母に当たる。
  - 娘 - マチルダ・パーシー - 若くして亡くなったと考えられている。エドワード3世と愛人アリス・ペラーズ（英語版）の私生児とされるジョン・デ・サウザレイと婚約。[要検証 – ノート]

また、王族のリチャード・オブ・コニスバラは妻エリザベスの姪アン・モーティマーと結婚、後のヨーク公リチャードを儲けた。

## 関連書籍
- Rose, Alexander『Kings in the North - The House of Percy in British History』 Phoenix/Orion Books Ltd、 2002、 ISBN 1-84212-485-4 (ペーパーバック、722ページ)
- ナイジェル・トランスター『The Stewart Trilogy』のLords of Misrule, 1388-1396、 A Folly of Princes, 1396-1402、The Captive Crown, 1402-1411。Dunton Green, Sevenoaks, Kent : Coronet Books, 1986. ISBN 0-340-39115-4.